# 4Minute
4Minute (korejsky:포미닛) je pětičlenná jihokorejská dívčí hudební skupina založená v roce 2009 vydavatelstvím Cube Entertainment. Členky skupiny jsou Nam Ji-hyun (남지현), Heo Ga-yoon (허가윤), Jeon Ji-yoon (전지윤), Kim Hyun-a (김현아) a Kwon So-hyun ( 권소현). Dívky vydaly svůj první singl 15. června 2009 a své první vystoupení udělaly 18. června 2009 na M! Countdown.
4Minute vydaly jedno korejské plné album, tři korejské mini-alba, jedno japonské album, šest japonských singlů a několik korejských singlů. Skupina debutovala v červenci 2009 se svým prvním singlem Hot Issue. Své první japonské album, Diamond, vydaly v prosinci 2010 a své první korejské album, 4MINUTES LEFT, v roce 2011.
20. ledna 2011 byla skupina oceněna na 20. předávání cen Seoul Music Awards. 6. února 2011 obdržela cenu Billboard Japan Music Awards.

## Členky
| Přezdívka | Skutečné jméno (Hangul) | Skutečné jméno (přepis) | Datum narození  | Pozice                          |
| --------- | ----------------------- | ----------------------- | --------------- | ------------------------------- |
| Jihyun    | 남지현                  | Nam Ji Hyun             | 9. ledna 1990   | Leader, vokál, tvář skupiny     |
| Gayoon    | 허가윤                  | Heo Ga Yoon             | 18. květen 1990 | Hlavní zpěv                     |
| Jiyoon    | 전지윤                  | Jeon Ji Yoon            | 15. říjen 1990  | Hlavní zpěv                     |
| Hyuna     | 김현아                  | Kim Hyun Ah             | 6. června 1992  | Rap, tanec, vokál, tvář skupiny |
| Sohyun    | 권소현                  | Kwon So Hyun            | 30. srpna 1994  | Vokál, maknae, rap, tanec       |